# Herminia zammodia
Herminia zammodia är en fjärilsart som beskrevs av George Thomas Bethune-Baker 1911. Herminia zammodia ingår i släktet Herminia och familjen nattflyn. Inga underarter finns listade i Catalogue of Life.